# لوتشيانو مارين
لوتشيانو مارين (بالإيطالية: Luciano Marin)‏ هو ممثل إيطالي، ولد في 9 ديسمبر 1931 في إيطاليا.

## وصلات خارجية
- لوتشيانو مارين على موقع IMDb (الإنجليزية)
- لوتشيانو مارين على موقع ألو سيني (الفرنسية)
- لوتشيانو مارين على موقع أول موفي (الإنجليزية)
- لوتشيانو مارين على موقع قاعدة بيانات الأفلام السويدية (السويدية)
- لوتشيانو مارين على موقع قاعدة بيانات الفيلم (الإنجليزية)